# Le Mesnil-Adelée
Le Mesnil-Adelée – miejscowość i gmina we Francji, w regionie Normandia, w departamencie Manche.
Według danych na rok 1990 gminę zamieszkiwało 151 osób, a gęstość zaludnienia wynosiła 22 osoby/km² (wśród 1815 gmin Dolnej Normandii Le Mesnil-Adelée plasuje się na 735. miejscu pod względem liczby ludności, natomiast pod względem powierzchni na miejscu 729.).